# Gulcamptus laurentiacus
Gulcamptus laurentiacus är en kräftdjursart som först beskrevs av Flössner 1992.  Gulcamptus laurentiacus ingår i släktet Gulcamptus och familjen Canthocamptidae. Inga underarter finns listade i Catalogue of Life.